# Sh2-63
Sh2-63 è una nebulosa a emissione visibile nella costellazione del Sagittario.
Si individua nella parte nordorientale della costellazione, al confine con l'Aquila ed il Capricorno; appare completamente invisibile ad un'osservazione tramite strumenti amatoriali. Il periodo più propizio per la sua osservazione nel cielo serale è compreso fra i mesi di giugno e ottobre ed è facilitata nelle regioni australi.
Questa tenue nube scarsamente luminosa appare come un filamento orientato in senso nordest-sudovest, da cui si ramifica un filamento secondario che digrada verso sud; si trova ad un'elevata latitudine galattica ed essendo posta ad appena 220 parsec (717 anni luce) dal sistema solare, è una delle nubi più vicine conosciute. L'ambiente galattico è il medesimo di altri piccoli filamenti nebulosi, come Sh2-33 e Sh2-36, sebbene si trovino a diverse latitudini galattiche, e dei grandi banchi nebulosi oscuri che costituiscono la Fenditura dell'Aquila, di cui Sh2-63 potrebbe far parte. Questa nube, ben visibile alla lunghezza d'onda del CO, coincide col complesso nebuloso MBM 159.